# وسيط طلب الكائنات
يعمل وسيط طلب الكائنات على تعزيز قابلية التشغيل البيني لأنظمة الكائنات الموزعة، مما يتيح بناء هذه الأنظمة عن طريق تجميع الكائنات معًا من مزودين مختلفين، بينما تتواصل الأجزاء المختلفة مع بعضها البعض عبر وسيط طلب الكائن. تعمل بنية وسيط طلب الكائنات المشتركة (كوربا) (بواسطة مجموعة إدارة الأغراض ) على توحيد الطريقة التي يمكن بها تنفيذ ORB.

## التطبيقات
- كوربا (حاسوب) - بنية وسيط طلب الكائنات.
- ICE - محرك اتصالات الإنترنت
- .NET Remoting - مكتبة الكائنات عن بعد في تطبيقات مايكروسوفت، يعمل ضمن دوت نت فريموورك
- أساسيات اتصال ويندوز (WCF)
- أوربكس - كوربا أوربت مؤسسي من IONA Technologies
- DCOM - نموذج كائن المكون الموزع من مايكروسوفت
- تقنية استدعاء الطرائق البعادي -بروتوكول استدعاء الأسلوب البعيد من صن ميكروسيستمز
- ORBit - كوربا أوربت مفتوح المصدر يستخدم كبرنامج وسيط لـ جنوم
- The ACE ORB - تطبيق كوربا من Distributed Object Computing (DOC) Group
- omniORB - كوربا أوربت مجاني